# Il meglio di Johnny Dorelli
Il meglio di Johnny Dorelli è un album-compilation del cantante-attore italiano Johnny Dorelli, pubblicato dalla CGD (catalogo CGD 69127) nel 1975.

## Descrizione
L'album, che è la seconda compilation – la prima su LP –, contiene:
- temi da films Love Story e Il padrino;
- lati A dei singoli Meravigliose labbra/La donna che amerò, Le rose sono rosse/Señora, Solo più che mai/I Left My Heart in San Francisco e Un uomo solitario/Angela;
- classici della musica italiana, come:
  - L'immensità, presentata alla 17ª edizione del Festival di Sanremo in doppia esibizione con Don Backy;
  - cover di canzoni famose, come Lettera a Pinocchio (presentata, per la prima volta, alla 1ª edizione dello Zecchino d'Oro nell'interpretazione di Giusi Guercilena e Loredana Taccani) e la mogolbattistiana E penso a te (pubblicata, inizialmente, nell'interpretazione di Bruno Lauzi come lato A del 45 giri Mary oh Mary, che anticipa l'album Bruno Lauzi).

## Tracce

### LP originale
Lato A
1. E penso a te[3] – 2:49 (testo: Mogol – musica: Lucio Battisti; edizioni musicali Acqua Azzurra)
2. Un uomo solitario[3] (Solitaire) – 4:20 (testo italiano: Daniele Pace – testo originale: Phil Cody – musica: Neil Sedaka; edizioni musicali Warner Bros.)
3. Meravigliose labbra – 2:03 (testo: Virgilio Sabel – musica: Teo Usuelli; edizioni musicali BIEM/Sugar)
4. Bambina innamorata – 2:35 (testo: Alfredo Bracchi – musica: Giovanni D'Anzi; edizioni musicali BIEM)
5. L'immensità – 3:25 (testo: Don Backy, Mogol – musica: Detto Mariano; edizioni musicali BIEM)
6. Parla più piano[3] (Speak Softly Love) – 3:03 (testo italiano: Gianni Boncompagni – testo originale: Larry Kusik[4] – musica: Nino Rota; edizioni musicali Chappell) – Tema dal film Il padrino

Durata totale: 18:15
Lato B
1. Mamy Blue[3] – 3:51 (testo italiano: Herbert Pagani – testo originale e musica: Hubert Giraud; edizioni musicali Carré D'As)
2. Lettera a Pinocchio – 4:02 (Mario Panzeri; edizioni musicali Sugarmusic/Picchio Rosso)
3. Nustalgia de Milan – 4:13 (testo: Alfredo Bracchi – musica: Giovanni D'Anzi; edizioni musicali BIEM)
4. Solo più che mai[3] (Strangers in the Night) – 2:44 (testo italiano: Ermanno Parazzini – testo originale Charles Singleton, Eddie Snyder – musica: Avo Uvezian[5]; edizioni musicali GEMA/Leeds)
5. Le rose sono rosse (Roses Are Red) – 2:34 (testo italiano: Mario Panzeri – testo originale: Al Byron – musica: Paul Evans; edizioni musicali BIEM)
6. Love Story[3] (Where Do I Begin?) – 3:11 (testo italiano: Sergio Bardotti – testo originale: Carl Sigman[4] – musica: Francis Lai; edizioni musicali Chappell) – Tema dal film omonimo

Durata totale: 20:35

### Versione su CD (ristampa)
Tracce standard
Bonus tracks
1. L'aquila[6] – 4:53 (testo: Mogol – musica: Lucio Battisti; edizioni musicali Acqua Azzurra)
2. La voce del silenzio[7] – 3:08 (testo: Paolo Limiti, Mogol – musica: Elio Isola; edizioni musicali Sugarmusic/Picchio Rosso)
3. Come un anno fa (Vincent) – 3:19 (testo italiano: Francesco De Gregori – testo originale e musica: Don McLean; edizioni musicali Tevere (Messaggerie Musicali)) – Versione italiana della sigla del giallo TV Lungo il fiume e sull'acqua

Durata totale: 11:20